# جيولنينو (نيجني نوفغورود)
زهيلنينو (بالروسية: Желнино) هي مدينة في مقاطعة نيجني نوفغورود أوبلاست في روسيا. يبلغ عدد سكانها حوالي 598 نسمة.